# 八木たまみ
八木 たまみ（やぎ たまみ、現在の姓名：秋田たまみ、1958年11月15日 - ）は、日本の陸上競技選手。走高跳元日本記録保持者。群馬県伊勢崎市出身。伊勢崎市立殖蓮中学校、太田市立商業高等学校、関東学園大学卒業。日本人女子としてはじめて1m90の壁を突破した選手として知られる。

## 来歴
伊勢崎市立殖蓮中学校に在籍中の1973年11月4日、国立競技場で開催された全日本ジュニア選手権にて1m70（日本中学新記録）で優勝。
1974年、太田市立商業高等学校に進学。全国高等学校総合体育大会陸上競技大会（インターハイ）では初年度より優勝する。1976年8月5日、長野市で開催されたインターハイにて1m80の日本高校新記録で優勝し、同時にインターハイ3連覇を成し遂げた。同年10月25日、第31回国民体育大会（佐賀県）にて1m85の日本タイ記録をマークし優勝。高校卒業後は関東学園大学に進学した。
1978年9月10日、日中対抗陸上にて1m86の日本新記録を樹立。さらに同年10月19日、松本平広域公園陸上競技場で開催された第33回国民体育大会（長野県・やまびこ国体）にて1m90の日本新記録を樹立した。当時の八木は身長164cmで、空間征服抜き（記録と身長の差）26cmはこの時点での女子世界最高であり、ギネスブックにも掲載された。同年12月、バンコクで開かれた第8回アジア競技大会に日本代表として出場し、2位に入賞する。
1977年から1979年にかけては日本陸上競技選手権大会女子走高跳で3連覇した。
1980年モスクワオリンピック代表に選出されるも、日本政府の方針で不参加に終わり、出場はならなかった。仮に出場して自己ベストの1m90をマークすれば6位入賞に相当した。1982年に関東学園大学を卒業。引退後は、一時スポーツキャスターとして活動した。
1998年長野オリンピックでは聖火ランナーを務めた。
夫は群馬県警の警察官。2006年には夫婦で松井田妙義ゴルフクラブの「2006 いい夫婦カップルペアマッチ」に出場し、3位入賞を果たした。

## 主な出演
- ビートたけしのスポーツ大将